# Glory 7: Milan
Glory 7: Milan foi um evento de kickboxing promovido pelo Glory, ocorrido em 20 de abril de 2013 no Mediolanum Forum em Milão, Itália.

## Resultados
- Giorgio Petrosyan derrotou Hafid El Boustati por decisão
- Robin van Roosmalen derrotou Murthel Groenhart por decisão
- Davit Kiria derrotou Yuri Bessmertny por decisão
- Rico Verhoeven derrotou Jhonata Diniz por decisão
- Artem Levin derrotou Sahak Parparyan por decisão no round extra
- Chingiz Allazov vs. Marat Grigorian Sem Resultado (cotovelada acidental)
- Sak Kaoponlek derrotou Sergio Wielzen por decisão
- Kaopon Lek derrotou Sergio Wielzen por decisão
- Michael Duut derrotou Steve McKinnon por decisão
- Karapet Karapetyan derrotou Roberto Cocco por decisão